# Lacertaspis rohdei
Espèce
Synonymes
- Lygosoma rohdei Müller, 1910
- Lygosoma digitatum Chabanaud, 1917

Lacertaspis rohdei est une espèce de sauriens de la famille des Scincidae.

## Répartition
Cette espèce se rencontre au Cameroun, au Gabon et en République du Congo.

## Étymologie
Cette espèce est nommée en l'honneur de Reinhold Theodor Rohde.

## Publication originale
- Müller, 1910 : Beiträge zur Herpetologie Kameruns. Abhandlungen der Mathematisch-Physikalischen Classe der Königlich Bayerischen Akademie der Wissenschaften, vol. 24, p. 545-626 (texte intégral).